# ويصا واصف
ويصا واصف باشا  (1873 - 27 مايو 1931) سياسي مصري.

## حياته
ولد في طهطا عام 1873م وتوفي في القاهرة عام 1931 كان رئيسا للبرلمان المصري في فترتين (20 مارس 1928-18 يوليو 1928) (11يناير 1930-21 أكتوبر 1930) في عهد الملك فؤاد الأول
كان ويصا واصف مؤيد الآداب والفنون ورئيس شرف جماعة الخيال للفنون والتصوير والرسم. هو والد المعماري المصري رمسيس ويصا واصف
كان ويصا واصف وكيلاً لمجلس النواب في حياة سعد زغلول ورئيساً له في حياة مصطفى النحاس، وجلس على المقعد الذي جلس عليه أحمد مظلوم باشا وسعد زغلول ومصطفى النحاس ومحمد توفيق باشا وأحمد ماهر باشا وبهي الدين بركات وعبد السلام فهمي جمعة ومحمد حامد جودة، وفي عهد وزارة النحاس الثانية من أول يناير 1930 إلى 19يونيو 1930،

## دستور 1923
قاطع الوفد الحزب الوطني لجنة الدستور أو( لجنة الاشقياء) حسب تعبير سعد زغلول وطرح بعض الاعضاء المسلمين في اللجنة ضرورة النص علي تمثيل اخوتهم الاقباط رغبة في طمأنة اخواتهم في الوطن. وان كان لسعد زغلول نظرة ورؤية اخري في ظل مناخ جيد للوطنية في ذلك الوقت .
ويصا واصف كان وكيلا لمجلس النواب (مجلس الشعب ) في حياة سعد زغلول وشغل رئيسا لمجلس النواب في عهد مصطفي النحاس ورفض ويصا واصف منصب الوزير في وزارة أحمد زيور باشا التي شكلها في 4 نوفمبر 1924م على أثر استقالة وزارة سعد باشا عقب مقتل «السير لي ستاك». وفي وزارة إسماعيل صدقي باشا.

## محطم السلاسل
كان ويصا رئيسا لمجلس النواب ووقع خلاف دستوري بين الملك فؤاد والنحاس وفي مجلس النواب طرح هذا الخلاف للمناقشة، ووقف النائب عباس محمود العقاد يقول بصوته الجهوري يقول تسحق أكبر رأس في البلد إذا اعتدت على الدستور ولم يحاول رئيس البرلمان أن يمنع المناقشة أو ينتقل لجدول الأعمال كما اعتدنا في مثل هذه المواقف، أو أن ينصح العقاد بأن يخفف من وقع عباراته فأقال الملك فؤاد حكومة النحاس وكلف إسماعيل صدقي باشا بتشكيل حكومة جديدة حاولت ضم ويصا واصف، لكنه رفض رفضاً قاطعاً فعادوا يطلبون منه أن يضع حداً لمثل هذه المناقشات الساخنة التي تطال شخصيات مهمة في البلد والتي أدت لإقالة وزارة النحاس فأبى وأصر على رفضه فأصدر الملك قراراً بتعطيل الحياة البرلمانية إلى أن يقضي الله أمراً كان مفعولاً.
في التاسع عشر من يونيو سنة 1930 جاء ثعلب السياسة المصرية إسماعيل صدقي باشا على رأس الوزارة وشرع في التنكيل السياسي بخصومه وعلى رأسهم النحاس وأعوانه من الوفديين وبدأ هذه الممارسات بتعطيل الحياة البرلمانية وأجل انعقاد البرلمان بدءاً من 21 يونيو على مدى شهر فانفجرت المظاهرات في غير مكان من العاصمة وسارعت بريطانيا بإرسال بارجتين عسكريتين إلى شواطئ الإسكندرية وسرعان ما دفع صدقي بقوات الأمن لقمع هذه المظاهرات ثم أغلق كل الشوارع المؤدية إلى البرلمان وأغلق أبواب البرلمان بالسلاسل فإذا بمصطفى النحاس باشا يقتحم الحصار بسيارته وفي أثره نواب البرلمان حتى وصلوا للبرلمان، وقرر جميعهم تكسير السلاسل واقتحام البرلمان بالقوة ولكن مصطفى النحاس رفض بحزم،
وقال هذا ليس من صلاحياتنا وإنما من صلاحيات رئيس البرلمان فهو وحده صاحب الحق في أن يقوم بهذا، وصاحب الحق في أن يأمر الحراس بفعل هذا فتقدم رئيس مجلس النواب– آنذاك- ويصا واصف وأمر الحراس بتحطيم السلاسل وفتح الأبواب ففعلوا.
ومضى الموكب إلى داخل البرلمان يتقدمهم ويصا واصف وكانت مظاهرة رائعة وتحدث فيها مصطفى النحاس باعتباره نائباً عن دائرة سمنود فما كان من إسماعيل صدقي إلا أن استصدر مرسوماً بحل مجلس النواب إلى أن تجرى انتخابات لا يكون للوفد فيها الأغلبية ولتستمر حكومة صدقي حتى 4 يناير 1933م وليعود ويصا إلى العمل بالمحاماة أمام المحاكم المختلطة إلى أن توفي في عام 1931م، ومضى المشيعون لجثمانه يهتفون في الجنازة قائلين: «لن ننساك يا ويصا لن ننساك يا محطم السلاسل».

## أنجاله
كانت الوطنية المصرية في حياة ويصا واصف حتى النخاع فكلما يرزق بمولود يطلق عليه اسم مصري صميم فكان ابنائه رمسيس ، أوزوريس ، أوريس, و إيزيس وسيروس.

## مصدر
- موقع مجلس الشعب المصري